# 中山博子
中山 博子（なかやま ひろこ、1977年4月17日 - ）は、福岡県出身の元タレント。

## 来歴・人物
1990年、ホリプロタレントスカウトキャラバン九州地区代表に選ばれる。その際、審査員に歌唱力を評価される。
1991年のルック・オブ・ザ・イヤー'91日本大会では特別賞を受賞し、スカウトされて1991年秋に上京。
1992年、フジテレビのドラマ『うたう!大龍宮城』でヒロインの竜宮城の乙姫役を務めた。1994年から1995年までテレビ朝日のゲーム番組『ゲームカタログ2』に出演しており、得意なゲームは落ち物パズルゲームの『ぷよぷよ』で、番組内の企画により、セガサターン用ゲームソフト『クロックワークナイト 〜ペパルーチョの大冒険・下巻〜』に、実写取り込みの隠しキャラとして出演している。
また桜っ子クラブにメンバーの一員として加わっている。
その後はビデオシネマなどに出演したほか、1998年と2000年にヘアヌード写真集を出版している。
現在の活動・消息は一切不明。
吉本興業に同姓同名のタレント(1976年11月13日 - )がいる。

## 出演作品

### テレビ番組
- 邦ちゃんのやまだかつてないテレビ（1991年 - 1992年3月・フジテレビ）
- ビートたけしのつくり方 (1993年・フジテレビ)
- 桜っ子クラブ (1993年 - 1994年・テレビ朝日）
- ゲームカタログ2 (1994年9月 - 1995年9月・テレビ朝日）
- 文學ト云フ事（1994年・フジテレビ）
- SPORTS KISS（1996年・WOWOW）

### テレビドラマ
- うたう!大龍宮城（1992年、フジテレビ） - 主演 乙姫役

### ビデオ作品
- 恐怖新聞（1996年）

### 写真集
- reminiscence 追憶―中山博子ファースト写真集（1998年7月、ゲオ[2]）ISBN 978-4876962426
- fuse―中山博子写真集（2000年4月、ワニブックス）ISBN 978-4847025679

### ミュージカル
- 美少女戦士セーラームーン　火野レイ/セーラーマーズ　(1993年)